# Целковский, Николай Михайлович
Николай Михайлович Целковский (28 ноября 1923, Петрищево, Орловская губерния — 17 марта 1997, Бутурлиновка, Воронежская область) — гвардии лейтенант, командир взвода 1285-го стрелкового полка 60-й стрелковой дивизии 47-й армии 1-го Белорусского фронта. Герой Советского Союза.

## Биография
Родился 28 ноября 1923 года в селе Петрищево Елецкого уезда Орловской губернии (ныне — в Становлянском районе Липецкой области) в крестьянской семье. Член ВКП(б)/КПСС с 1944 года. Окончил 7 классов. Работал счетоводом в колхозе.
В Красной Армии с октября 1941 года. В действующей армии с февраля 1942 года. В 1944 году окончил курсы младших лейтенантов.
Командир взвода 1285-го стрелкового полка лейтенант Николай Целковский с вверенным ему взводом одним из первых в батальоне 16 января 1945 года форсировал реку Вислу у польского города Новы-Двур-Мазовецки и закрепился на захваченном рубеже, отразив несколько контратак противника.
Указом Президиума Верховного Совета СССР от 27 февраля 1945 года за образцовое выполнение боевых заданий командования на фронте борьбы с немецко-вражеским захватчиками и проявленные при этом мужество и героизм лейтенанту Целковскому Николаю Михайловичу присвоено звание Героя Советского Союза с вручением ордена Ленина и медали «Золотая Звезда».
После войны мужественный офицер уволен в запас. Жил в городе Бутурлиновка Воронежской области. До ухода на заслуженный отдых был на хозяйственной работе. Скончался 17 марта 1997 года.

### Семья
Сын — Евгений,
Дочь Тамара,
Сын Александр,
Жена Нина.

## Награды
- Герой Советского Союза,
- орден Ленина,
- орден Отечественной войны 1-й степени,
- орден Красной Звезды,
- медали.

## Память
Бронзовый бюст Героя Советского Союза Н. М. Целковского установлен в городе Бутурлиновка на площади Блинова.